# Mimosa psoralea
Mimosa psoralea är en ärtväxtart som först beskrevs av Dc., och fick sitt nu gällande namn av George Bentham. Mimosa psoralea ingår i släktet mimosor, och familjen ärtväxter. Inga underarter finns listade i Catalogue of Life.